# Mirakelbrug

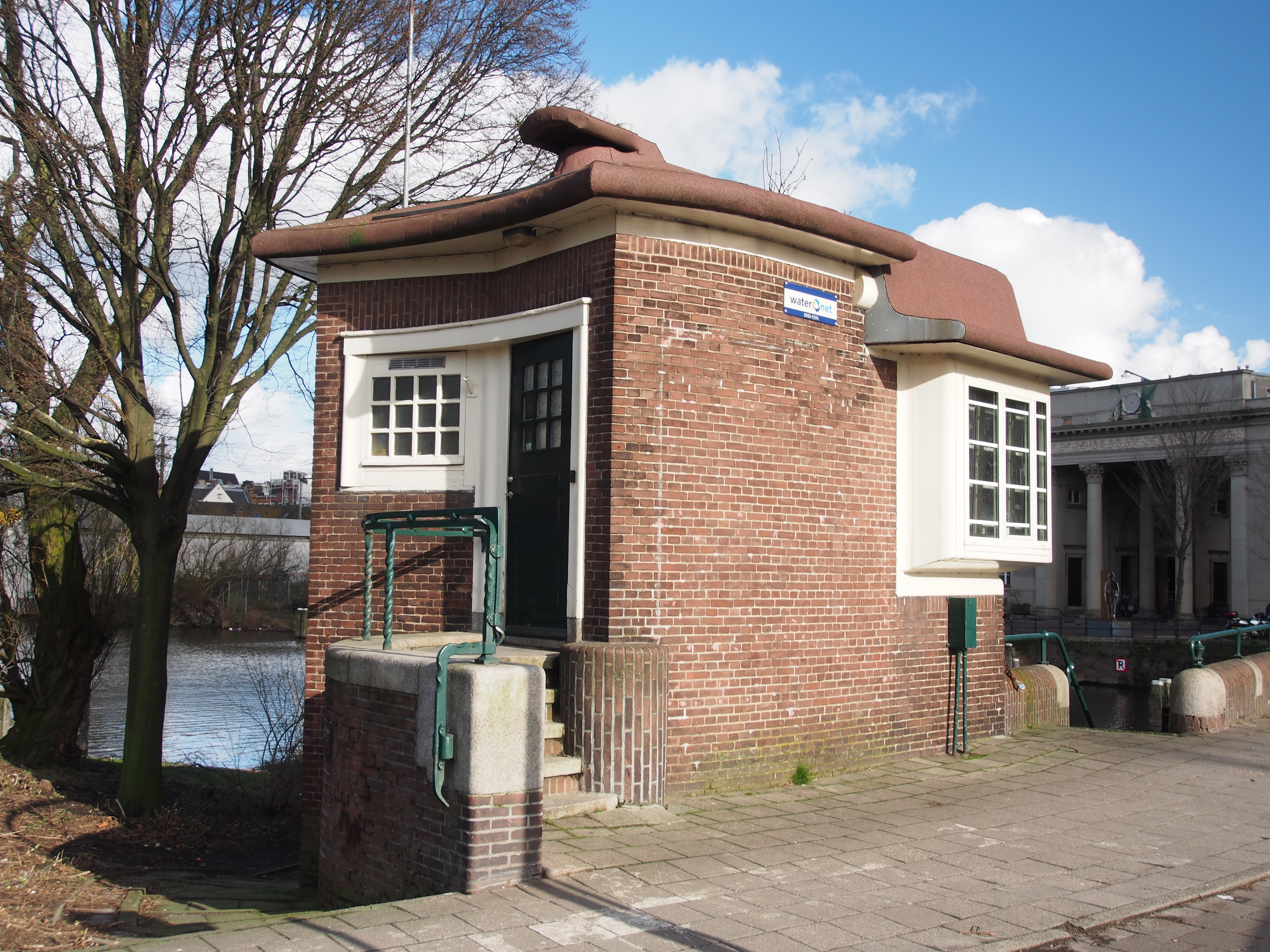
Gezamenlijk brughuisje, Willemshuisje
met "zonneklep"

De Mirakelbrug (brug 152) is een vaste brug in Amsterdam-West. De herkomst van de naam is onduidelijk; het zou kunnen wijzen op de verzamelplaats van mensen vanuit Haarlem, Leiden etc. die hier aankwamen voor de Stille Omgang van het Mirakel van Amsterdam, maar er is niets vastgelegd en ook in twijfel getrokken.
Ze ligt op de scheidslijn tussen de straat Westerpark, de zuidelijke verlenging van de Spaarndammerstraat en het Nassauplein. Ze overspant de Haarlemmervaart. Ten noordwesten van de brug ligt het Westerpark zelf, ten zuidwesten brug 347 en ten zuidoosten de Willemsbrug. De Mirakelbrug vormt de verbinding tussen de Spaarndammerbuurt in het noorden en de Staatsliedenbuurt in het zuiden. Ten noordwesten liggen de spoorbruggen 4s en 5s. Aldaar ligt ook gemeentelijk monument Houtmankade 330-336. Op de noordwestelijke walkant staat een beeld van Michiel Schierbeek, op de zuidoostelijke het Standbeeld van Domela Nieuwenhuis van Johan Polet.

## Eerste brug
Een eerste brug kwam hier in 1884. Het was een draaibrug, die gelegd werd tussen de Nassaukade (het Nassauplein kreeg pas in 1886 haar naam) en de Houtmankade. De brug werd toen aangeduid als liggende over de Haarlemmertrekvaart bij het Westelijk plantsoen. De brug was noodzakelijk bij een nieuw aangelegde monding van de Haarlemmertrekvaart in het Westerkanaal (de Houtmankade ligt op de oevers van dat kanaal).  In 1906 werd tramlijn 5 over de brug gevoerd. Die brug was zo breed als twee tramsporen en wat voetpaden.

## Tweede versie
In 1925 werd er besloten dat de bruggen leidend naar het Nassauplein vervangen moesten worden. Ze konden de drukte niet aan. Dat ging niet zonder slag of stoot. Beide waterwegen, die hier kruisen de Haarlemmervaart en Singelgracht, werden druk bevaren, bovendien lagen er leidingen van de Westergasfabriek, leidingen van het verdeelstation gevestigd in Houtmankade 330-336 en tevens een distributieplaats van de Amsterdamse Waterleiding. Voorts was de Mirakelbrug de enige verbinding naar de Spaarndammerbuurt en moesten in verband met het toenemend verkeer een breedte krijgen van 18 en 20 meter. De directeur van de Dienst der Publieke Werken Wichert Arend de Graaf zag zich geconfronteerd met een haast onmogelijke opgave binnen een (destijds toch ruim) budget van een miljoen gulden. Er moest gegoocheld worden met noodbruggen. Augustus 1929 werden zowel de Mirakel- als de Willemsburg geopend, alhoewel de Mirakelbrug sneller klaar was (de Haarlemmervaart kon daartoe gestremd worden, schepen moesten omvaren, stremming van de Singelgracht was onmogelijk). Er lag sindsdien een basculebrug.
Het ontwerp van de brug is van Piet Kramer, die ook tekende voor de Willemsbrug en de verderop gelegen Kattenslootbrug. Kramer kwam met een basculebrug in de bouwstijl van de Amsterdamse School. Dit wordt bevestigd door middel van een sierplaat ten zuidwesten van de brug. Kramers stijl is te herkennen aan de afwisseling van baksteen en natuursteen, die hier tevens als een soort bumper dienen tegen te verwachten aanvaringen. Wat opmerkelijk aan deze brug is dat het een brugwachtershuisje deelt met die Willemsbrug, de walkanten van beide bruggen zijn aan elkaar gebouwd (keermuur). Dat huisje met de naam Willemshuisje is een van de vroegste huisjes ontworpen door Kramer en heeft een opmerkelijke vorm. Waar Kramer later daken schiep in de vorm van een pet, heeft de pet hier ook een soort zonneklep, maar dan in golvende vorm, ook de gevels hebben rondingen, waarop de raamkozijnen zijn aangepast. Wat het ook met die brug deelde waren de bovenleidingmasten, maar de tram verdween hier. De Willemsbrug heeft de masten niet meer, de Mirakelbrug nog wel, maar ze zijn omgebouwd tot lichtmasten. Beide bruggen kennen sinds 1955 geen tramverkeer meer. Tijdens de aanpassingen daartoe werd de brug omgebouwd tot vaste brug. Ook Kramers siersmeedijzeren balustrades zijn hier aanwezig. In 1986 werd de brug verbreed.

## Derde versie
Vanaf 1998 zijn er plannen de brug te vernieuwen. Er werd op verzoek van Ingenieursbureau Amsterdam (IBA) een Programma van Eisen opgesteld. Daarbij kwamen uit verschillende hoeken eisen zoals het verdubbelen van de busbaan midden op de brug (verzoek GVB). In de brug zijn tal van leidingen en kabels verwerkt, welke niet alleen ingelegd moesten worden, maar om de voorzieningen in de Spaarndammerbuurt niet in gevaar te brengen moesten die permanent “open” blijven; daartoe kwam er een aantal hulpbruggen. Ook de natuur zat een normale verbreding in de weg. Een oude Spaanse Aak zorgde ervoor dat de brug naar het oosten verbreed werd. Bovendien moest verkeer gedurende de renovatie over de bruggen kunnen rijden; het is een belangrijke doorgaande route in stadsdeel Westerpark. De begeleidend architect Kerste-Meijer BV stelde voor om ook de toegangspoort van het Westerpark mee te renoveren.
De stalen overspanning van Kramer werd vervangen door een betonnen brugdek van prefab-liggers. Aangezien de brug al jaren als vaste brug gebruikt werd konden de liggers aan de noordzijde over de wanden van de basculekelder gelegd worden, aan de zuidzijde moest bij het landhoofd een nieuwe draagbalk geconstrueerd worden. De landhoofden werden verbreed en kregen deels een betonnen paalfundering, maar ook buispalen. De palen kwamen te rusten op een zandlaag die circa 20 meter onder het maaiveld ligt. Bij de opbouw werd natuursteen, dat al in de oude landhoofden gebruikt werd herbruikt, ontbrekende stukken werden opnieuw aangemaakt. Ook de authentieke leuningen werden gerestaureerd. De lantaarns in de vorm van de palen voor de trambovenleidingen werden vervangen door replica’s met bijpassende brugverlichting. Een faunapassage werd niet gerealiseerd, maar in de basculekelder werd een nestplaats voor vleermuizen ingericht.
Op de brug is een kleine plaquette aangebracht met de naam Marc Breunis, een dertigjarige fietser, die hier in 1999 werd doodgeschoten na een opmerking over asociaal rijgedrag.

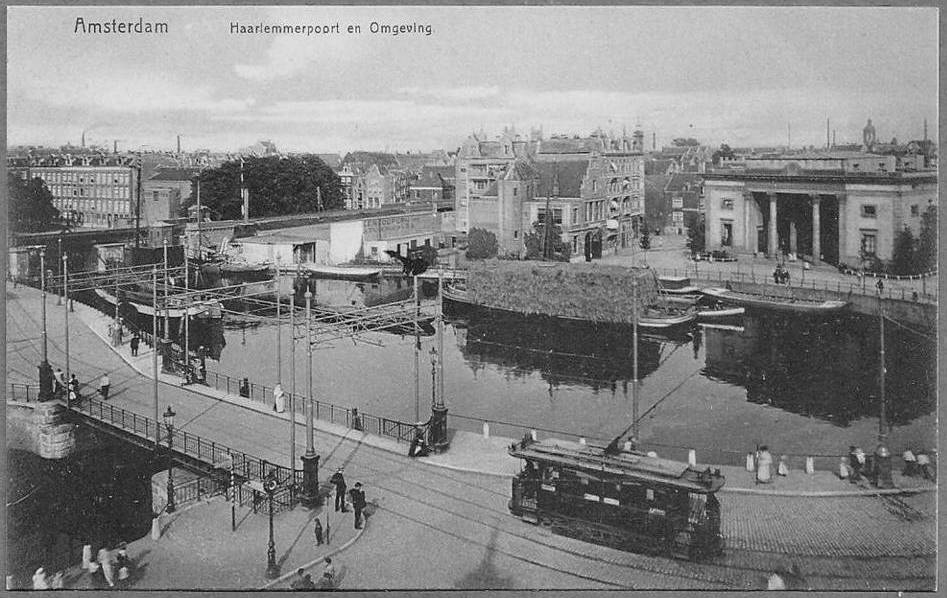
De oude Mirakelbrug met tram
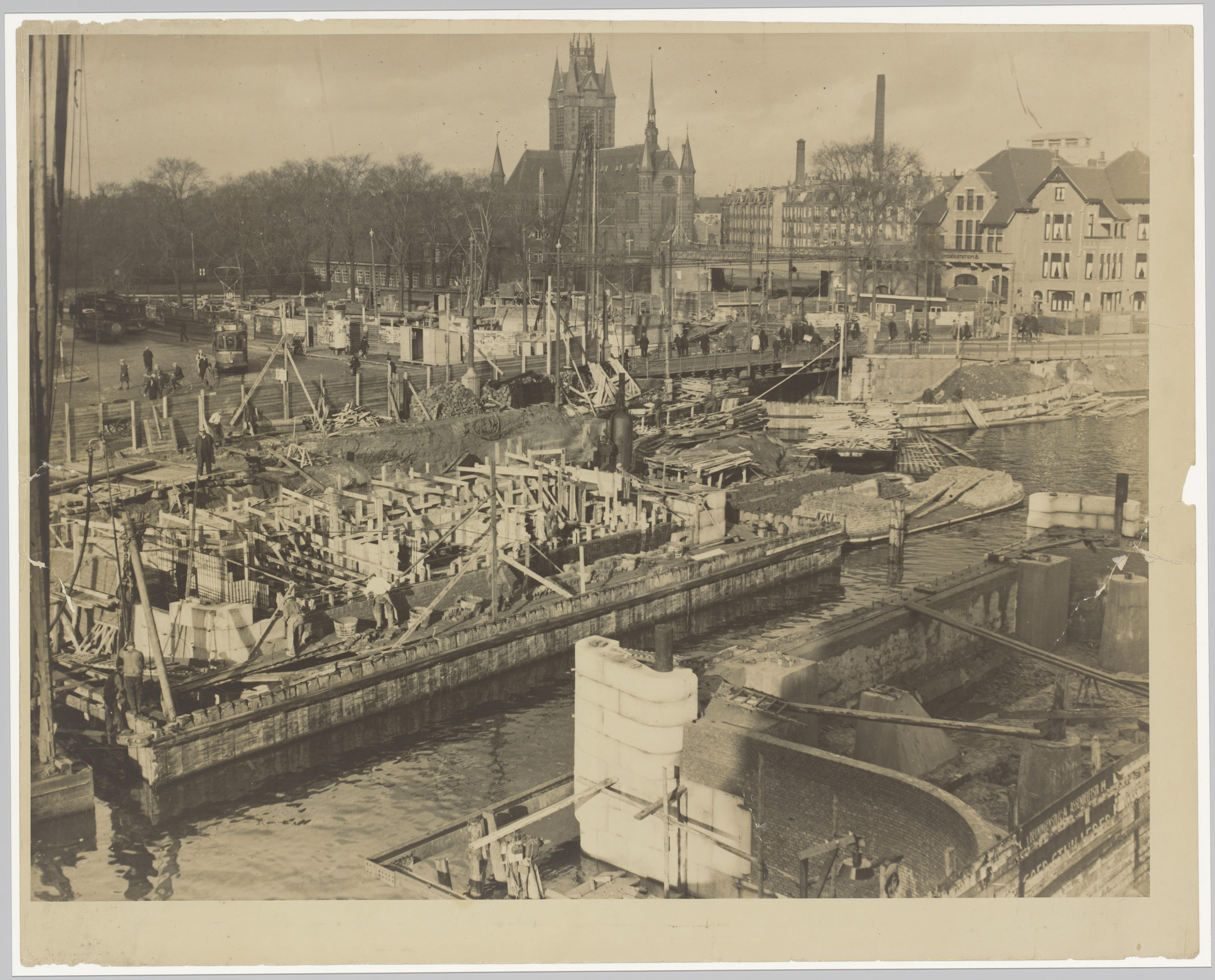
Bouw van Willemsbrug (voorgrond) en Mirakelbrug (achtergrond) in 1928
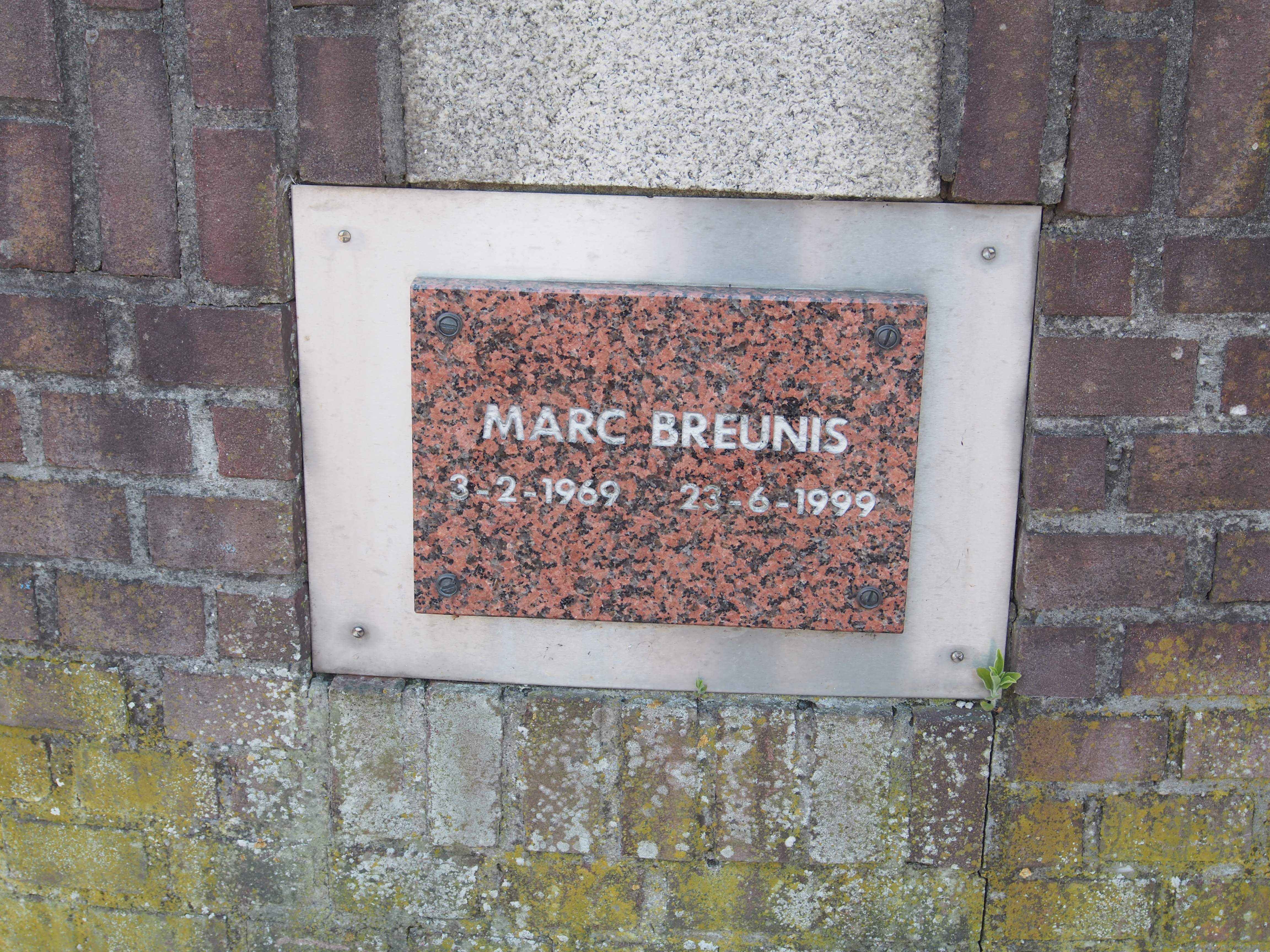
Plaquette (juni 2017)
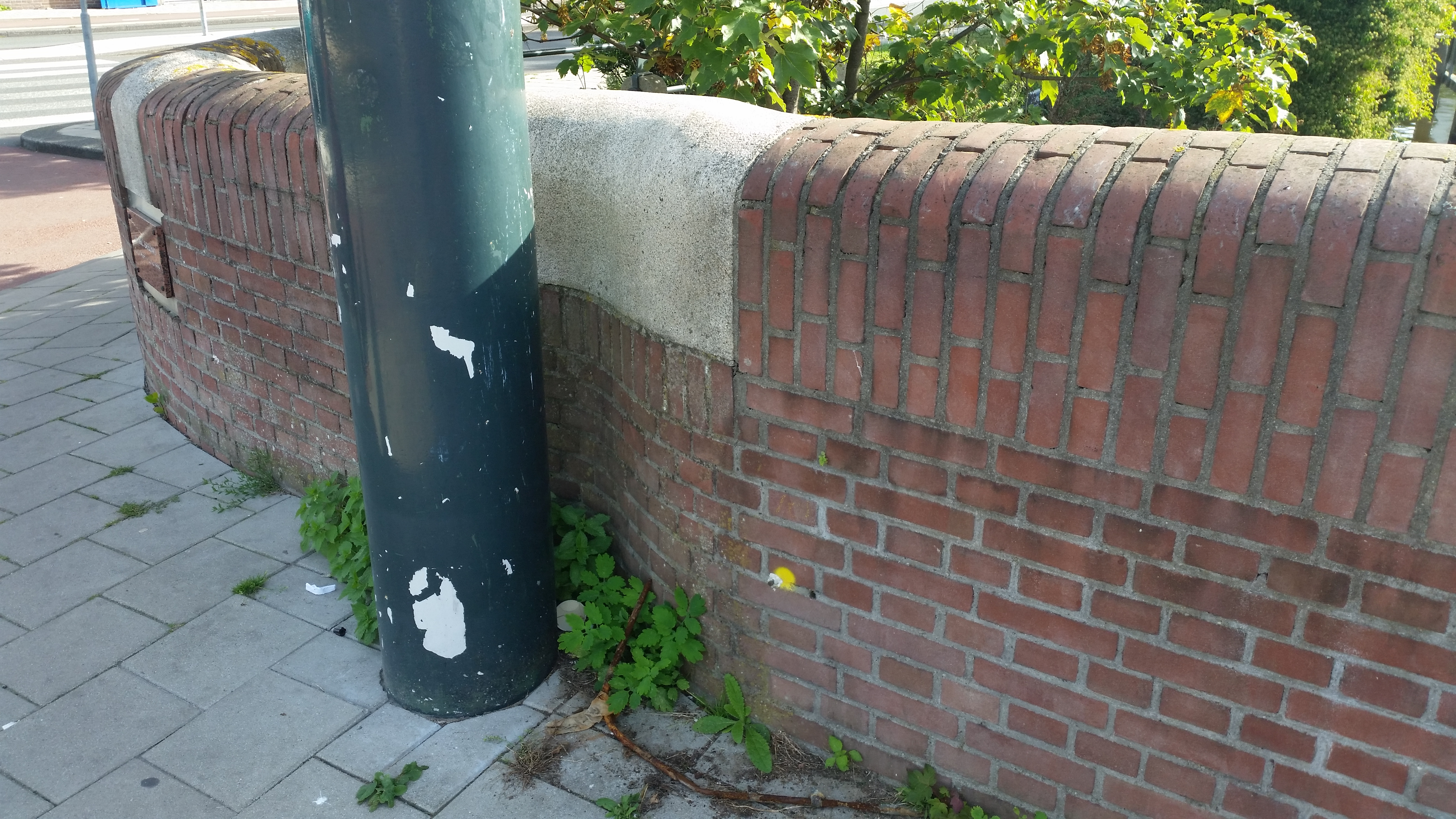
Amsterdamse School-metselwerk om tram/lantaarn heen (september 2019)
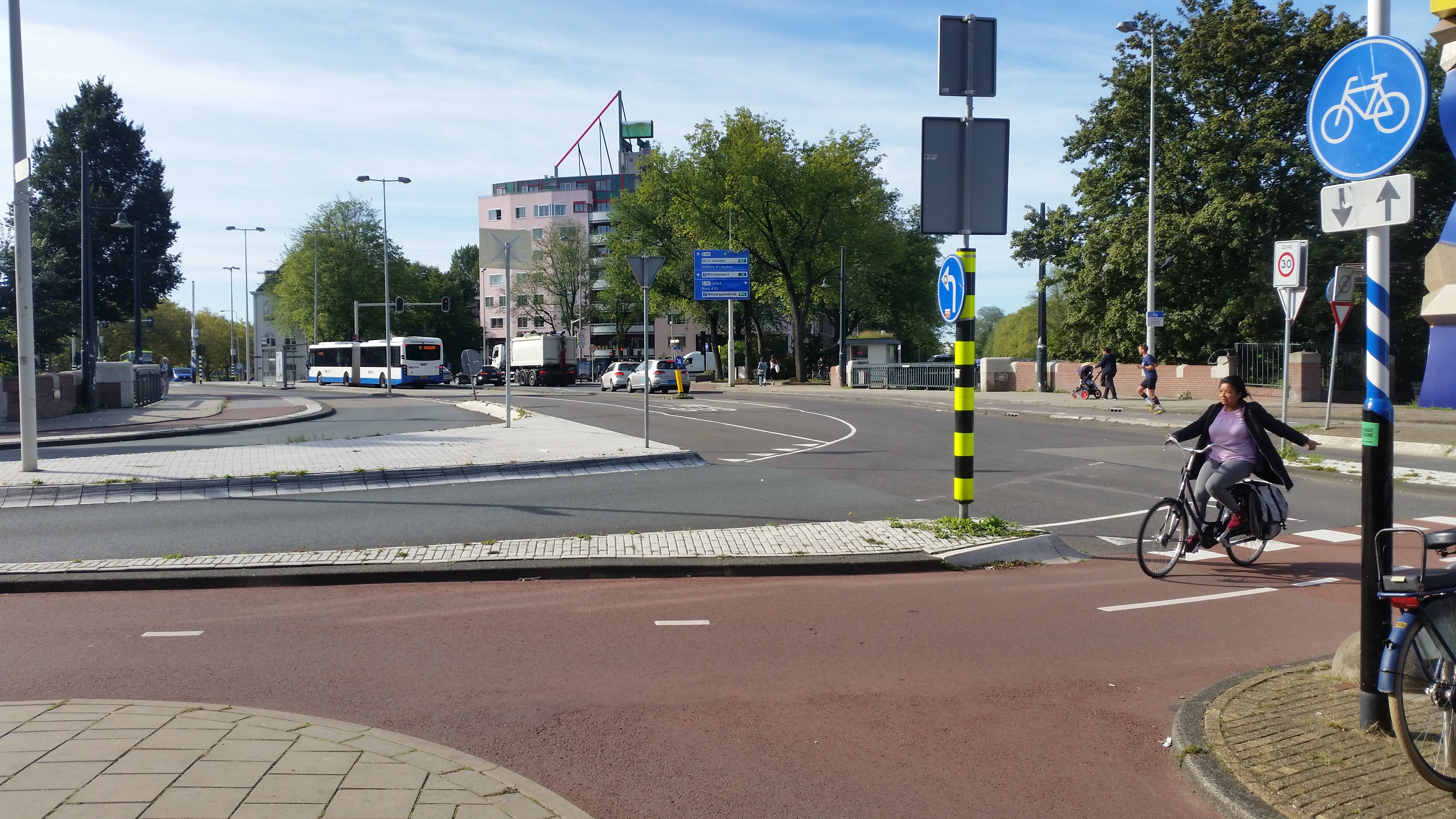
Overzicht Mirakelbrug richting Nassauplein (derde versie, september 2019)

<<< · 100 · 101 · 102 · 103 ·  105 · 106 · 107 · 108 · 109 ·  110 · 111 · 112 · 113 · 114 · 115 · 116 · 117 · 118 · 119 · 120 · 121 · 122 · 123 · 124 · 125 · 126 · 127 · 128 · 129 · 130 · 131 · 132 · 135 · 136 · 137 · 138 · 139 · 140 · 141 · 142 · 143 · 144 · 145 · 146 · 147 · 148 · 149 ·  150 · 151 · 152 · 155 · 156 · 159 · 160 · 161 · 162 · 163 · 164 · 165 · 166 · 167 · 168 · 169 ·  170 · 171 · 172 · 173 · 174 · 175 · 176 · 177 · 178 · 179 · 180 · 181 · 182 · 183 · 184 · 185 · 186 · 187 · 189 · 190 · 191 · 192 · 193 · 194 · 195 · 196 · 198 · 199 · >>>
Brugnummers 104, 133, 134, 153, 154, 157, 158, 188 en 197 zijn niet (meer) in gebruik.